# Cribrospiroloculina
Cribrospiroloculina es un género de foraminífero bentónico de la familia Spiroloculinidae, de la superfamilia Milioloidea, del suborden Miliolina y del orden Miliolida. Su especie tipo es Cribrospiroloculina samoaensis. Su rango cronoestratigráfico abarca el Holoceno.

## Clasificación
Cribrospiroloculina incluye a la siguiente especie:
- Cribrospiroloculina samoaensis